# Louis-Théodore Besserer
Louis-Théodore Besserer (4 janvier 1785 - 3 février 1861) est un homme d'affaires, notaire et figure politique du Bas-Canada. 
Il est né à Château-Richer au Québec en 1785. Il étudie au Petit séminaire de Québec et devient plus tard notaire. Durant la Guerre de 1812, il est lieutenant de la milice de Québec, et devient plus tard capitaine. Il représente le comté de Québec à la Chambre d'assemblée du Bas-Canada du 1833 à 1838. Il approuve les 92 résolutions, mais utilise des moyens légaux pour répéter les réclamations des Canadiens français. Le gouvernement britannique dit de lui qu'il est un rebelle, alors qu'il est considéré comme modéré par le Parti patriote. En 1845, il est pourchassé à Bytown. Il divise ses biens immobiliers et les vend par lots ; ses lots sont devenus Côte-de-Sable dans le voisinage d'Ottawa. Besserer Street porte son nom.
Il meurt à Ottawa en 1861.